# Chloroclystis mediofasciata
Chloroclystis mediofasciata là một loài bướm đêm trong họ Geometridae.